# Phigalia subnigraria
Phigalia subnigraria là một loài bướm đêm trong họ Geometridae.